# Henrietta Rae
Henrietta Emma Ratcliffe Rae (Hammersmith 30 de diciembre de 1859-26 de enero de 1928) fue una pintora inglesa destacada a finales de la época victoriana. 

## Biografía
Henrietta Rae nació en Grove Villas, en Hammersmith, Inglaterra, en el seno de la familia formada por Thomas Rae y Anne Eliza (Graves, de soltera). Recibió educación artística desde muy pequeña, ya que su madre esperaba de ella una carrera musical, mientras que Henrietta prefirió decantarse por la pintura. Entre otros centros de estudios estuvo en la escuela de arte de Queen Suare, en la escuela de arte Heatherley y en el Museo Británico.
Uno de sus maestros Lawrence Alma-Tadema fue un gran inspirador de su obra, como también lo fueron William Powell Frith y Frank Dicksee. La calidad de su pintura hizo que pronto se ganara el reconocimiento, sobre todo por los temas clásicos de sus pinturas y sus significados alegóricos.
Realizó su primera exposición en 1881 en la Royal Academy of Arts con el Retrato de la Señora Warman.
En 1884 contrajo matrimonio con el artista Ernest Normand (1857-1923), padre de sus dos hijos, pero no cambió su apellido en parte para mantener la reputación que ya había adquirido como artista, de hecho en ese mismo año su obra “Lancelot y Elaine” tuvo un gran reconocimiento por parte de la Royal Academy, y en parte por ser defensora del movimiento feminista.
La nueva familia se estableció en  Holland Park, Kensington, próximos al mentor y amigo de Henrietta, Sir Frederic Leighton, que llegó a ser presidente de la Royal Academy of Arts, del cual tuvo una gran influencia artística.
En 1890 la familia viaja a París donde Henrietta estudia en la Académie Julian, que admitía a mujeres.
En 1894 expuso “Psique ante el trono de Venus” en la Royal Academy, que fue considerada una obra de arte seria y acabaría siendo comprada por el coleccionista de arte George McCulloch (1848-1907).
En 1897 Henrietta Rae organiza una exposición exclusivamente de artistas femeninas haciéndola coincidir con el aniversario de la reina Victoria.
Su marido, Ernest Normand murió en 1923, mientras que ella murió en su casa de Londres el 26 de enero de 1928, siendo enterrada en el mausoleo de Normand en el cementerio de Brookwood en Surrey.
Son también obras suyas:
- El sueño joven del amor (1883)
- Elaine guardando el escudo de Lancelot (1885)
- Ariadna (1885)
- Eurídice (1886)
- Psique ante el trono de Venus (1894)
- Diana y Calisto (1899)
- Hilas y las ninfas (1910)

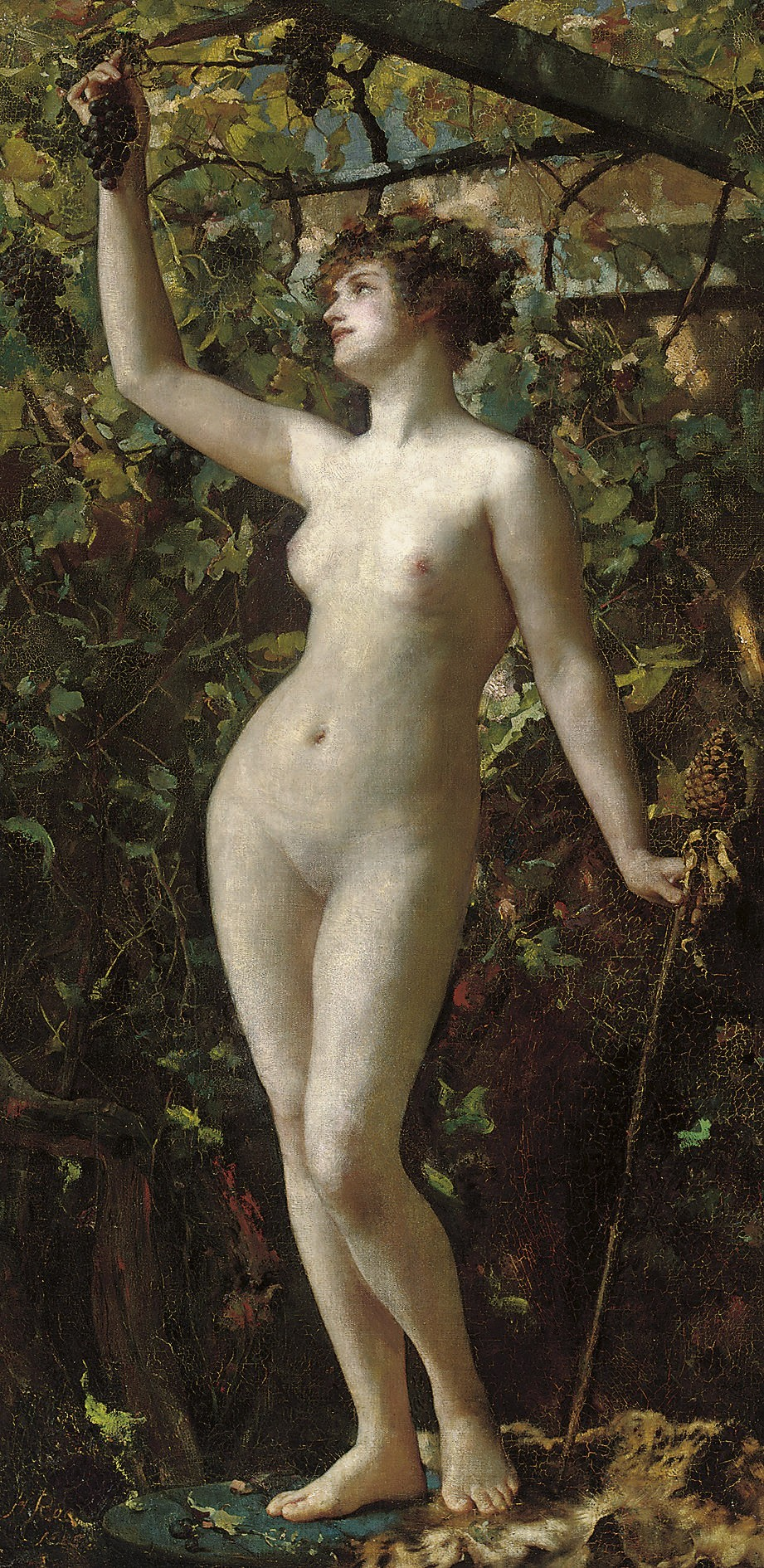
La bacante.
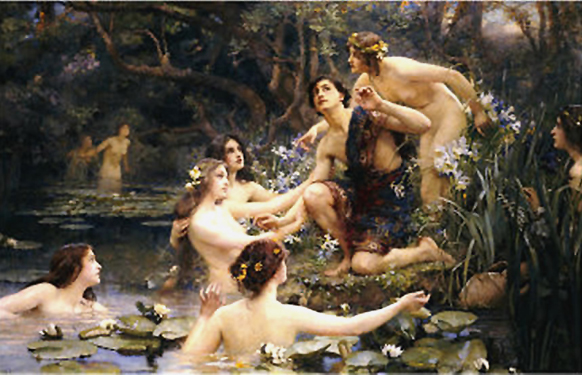
Hilas y las ninfas.
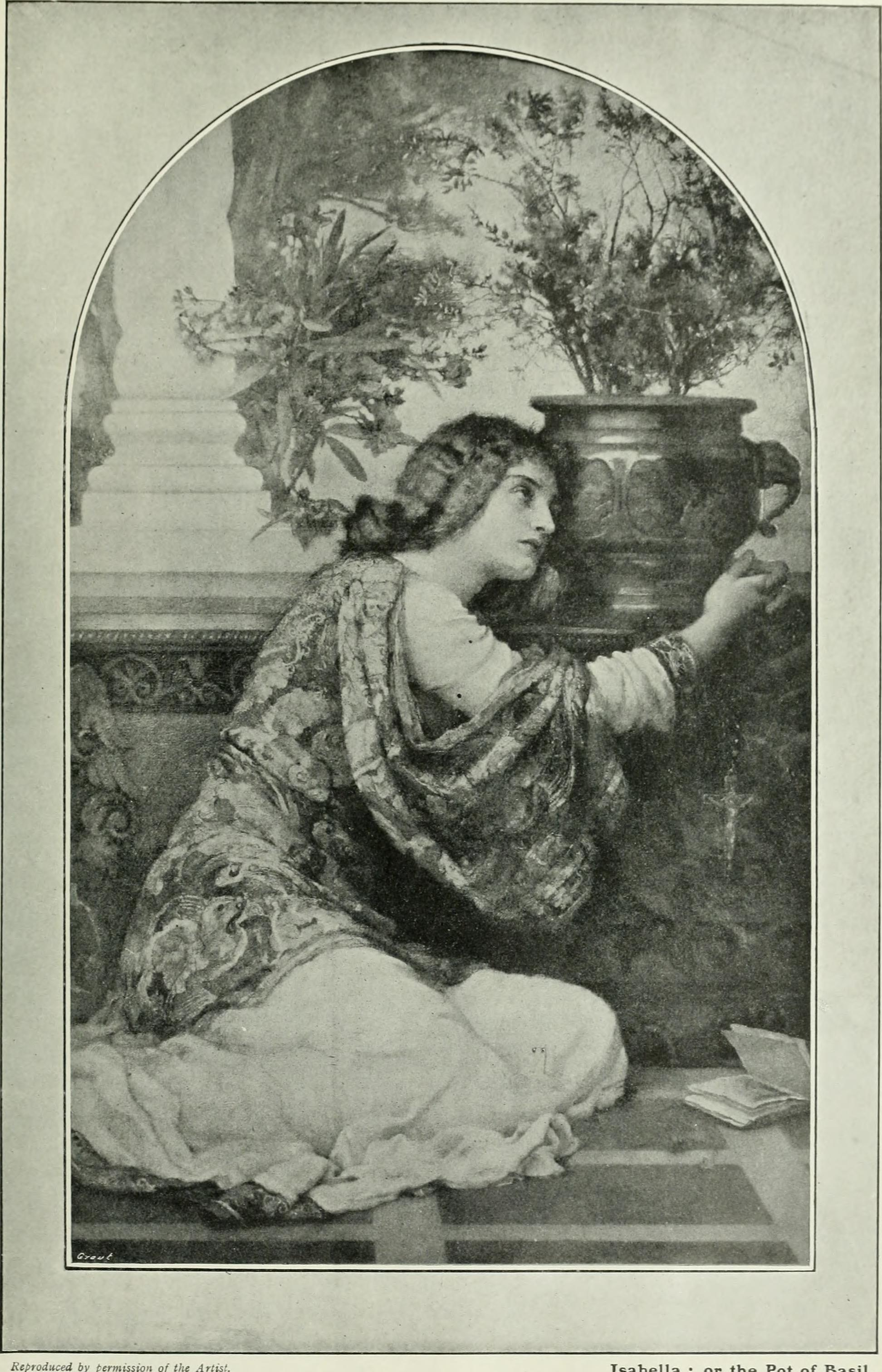
Isabella y la olla de albahaca, impresa en litografía.
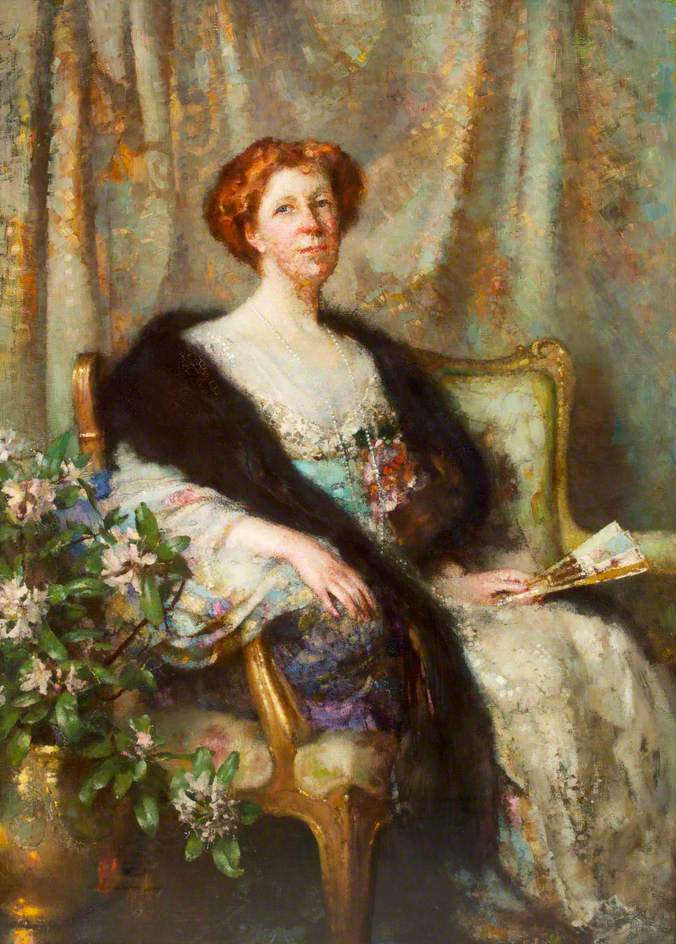
Lady Edith Stewart Dixon.
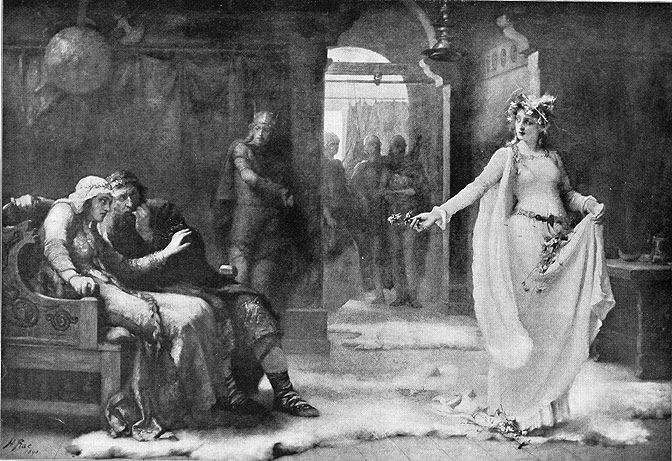
Ofelia, impresa en litografía.
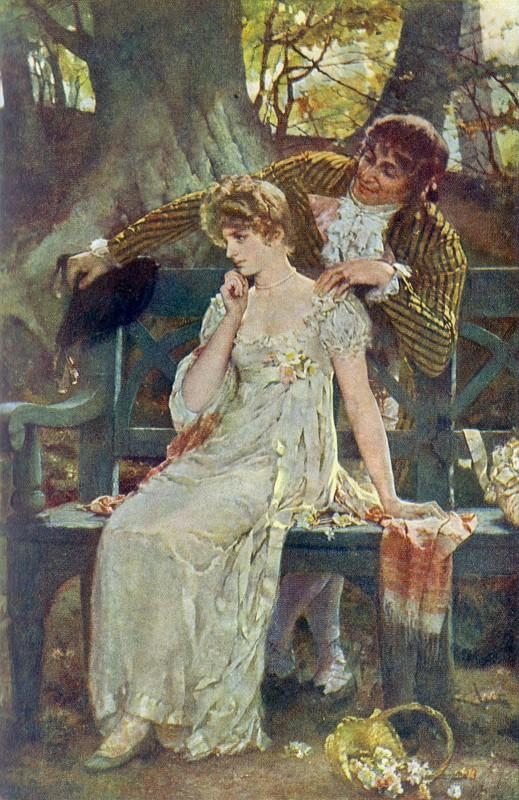
Dudas.
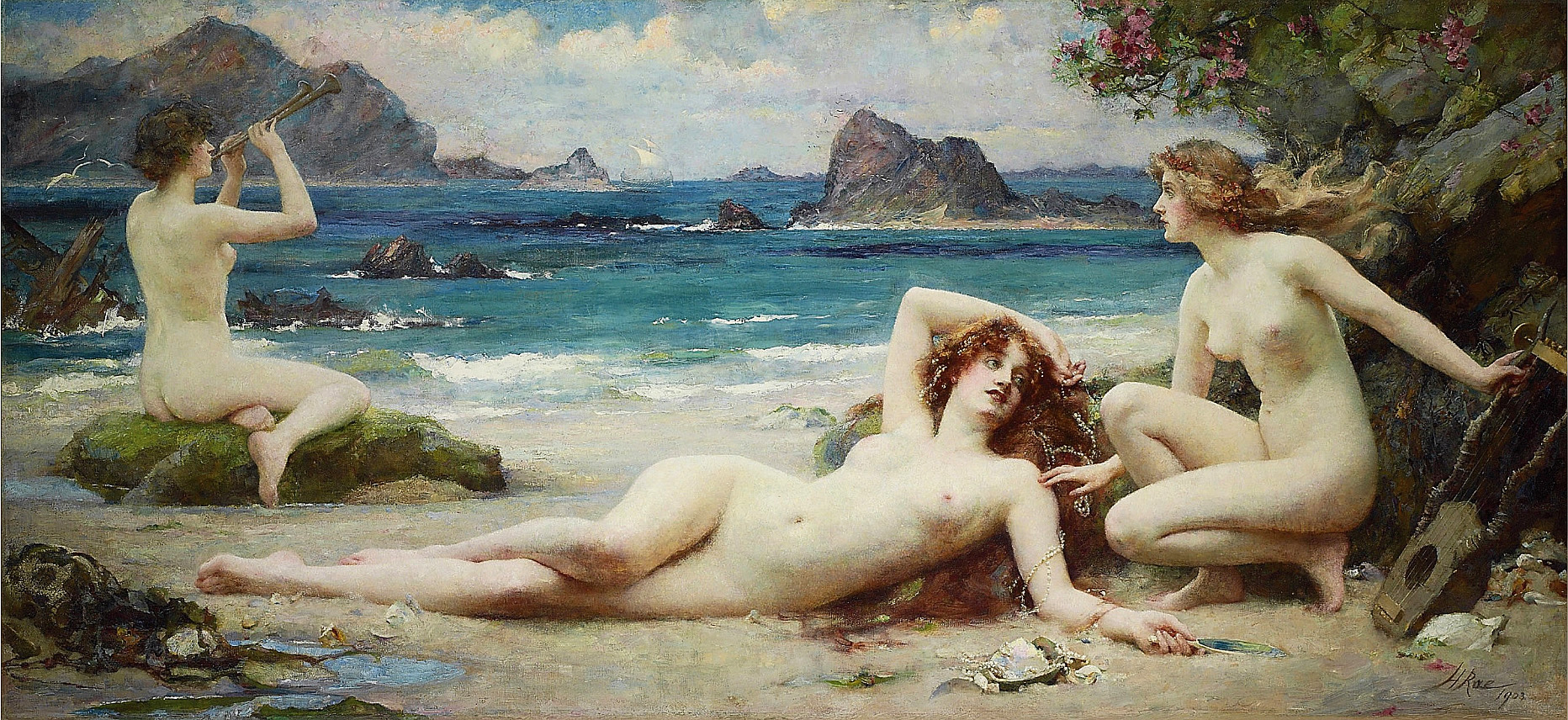
Las sirenas.
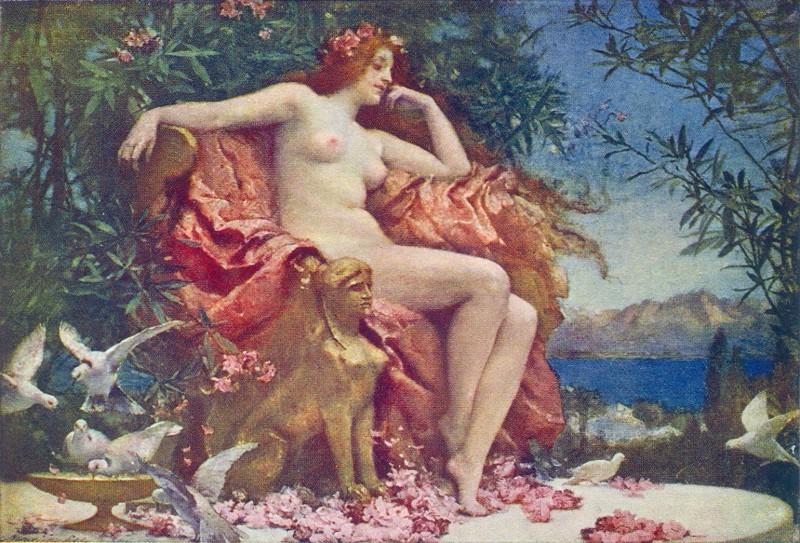
Venus en su trono.

## Reconocimiento
Henrietta Rae fue respetada como pintora de retratos e imágenes de género y recibió medallas de la World's Columbian Exposition de Chicago de 1893 y de la París.